# Dan Landrum
Dan Landrum (Kennett, 1961) is een Amerikaans hakkebordspeler woonachtig in Chattanooga. Hij werd ontdekt als straatmuzikant voor de Tennessee Aquarium en was een van de topartiesten tijdens de Ethnicity-wereldtournee in 2003-2004 en verschijnt ook op de livealbum en -video Yanni Live! The Concert Event in 2006.

## Discografie
- Turning Point (2002)
- Questions in the Calm
- Hammer On! (with Hammer On!) (2004)
- For the Beauty (with Hannah Carson)
- Winter Mix (2005)
- Landrum & Humphries (with Stephen Humphries) (2006)